# Tetsuo Michael Koyama
Tetsuo Michael Koyama, född 9 oktober 1933, död 2024, var en japansk botaniker.
Auktorsnamnet T.Koyama kan användas för Tetsuo Michael Koyama i samband med ett vetenskapligt namn inom botaniken; se Wikipediaartiklar som länkar till auktorsnamnet.